# Defender (Manowar)
Defender è il secondo singolo della band heavy metal Manowar, pubblicato nel 1983.

## Tracce
1. Defender (first version)
2. Gloves of metal (first version)

## Formazione
- Ross the Boss - chitarra
- Joey DeMaio - basso
- Scott Columbus - batteria
- Eric Adams - voce